# پرچم تووالو
پرچم تووالو در ۱۱ آوریل ۱۹۹۷ پذیرفته شد.این پرچم دارای نه ستاره زرد رنگ می باشد.